# کاکایی خزری
کاکایی خزری یا کاکایی کاسپی (نام علمی: Larus cachinnans) نام یک گونه از سرده کاکایی است.
به این پرنده کاکایی پازرد هم گفته شده‌است.